# Clube da Saúde
Clube da Saúde é um clube social e uma agremiação esportiva brasileira, sediada no Setor de Indústria e Abastecimento, no Distrito Federal. O clube é ligado a Secretaria de Saúde do Distrito Federal, antiga FHDF (Fundação Hospitalar do Distrito Federal).

## História
O clube foi fundado como Associação Atlética da Fundação Hospitalar do Distrito Federal no dia 19 de julho de 1973.
O clube disputou a Copa São Paulo de Futebol Júnior três vezes, em 2014 sob o nome Capital/Clube da Saúde, em 2017 sob o nome Paranoá/Clube da Saúde, e em 2019 sob o nome de Ceilândia/Clube da Saúde
Disputou algumas vezes também o Campeonato Brasiliense de Juniores.
Em 2020 fez uma parceria com o Sobradinho Esporte Clube para auxiliar a equipe no Campeonato Brasiliense de 2020.

## Estatísticas

### Participações
| Competição | Competição                       | Temporadas | Melhor campanha           | Estreia | Última | P | R |
| Brasil     | Copa São Paulo de Futebol Júnior | 3          | Desconhecido (Três vezes) | 2014    | 2019   | – | – |